# 川路真瑳
川路 真瑳（かわじ まさ、1942年5月30日 - ）は日本のバレリーナ、バレエ指導者。宝塚歌劇団48期生として川路 真沙（読み同じ）名義で宝塚歌劇団に1971年まで在籍した。主宰する川路真瑳バレエスタジオは1971年の設立以来、多くのタカラジェンヌを育てきており、宝塚音楽学校の合格者は2013年時点で150人以上を輩出している。

## プロフィール
5月30日、東京都に産まれる。4才よりバレエを始め、橘秋子らに師事する。13歳の時にはアレクサンドラ・ダニロワの公演に参加。最年少であった。
立教女学院小学校、立教女学院中学校、文化学院英語科を卒業する。並行して、橘秋子の主宰する橘バレエ学校に通い、中等科、高等科、専門科を卒業。その後、牧阿佐美バレエ団に入団する。
宝塚音楽学校を経て宝塚歌劇団花組に所属し、『恋天狗』の全国地方公演で、『天使がみている』の新人公演で初主演を務める。
その後、月組に組替えとなる。
1971年3月に宝塚歌劇団を退団し、同年8月には東京都杉並区に川路真瑳バレエスタジオを開設する。2021年12月に川路真瑳バレエスタジオ閉校。

## 川路真瑳バレエスタジオ
特色
- 模擬試験を行い、試験官は元タカラジェンヌほか講師陣で行なっている。